# Cetomimiformes
Els cetomimiformes (Cetomimiformes) són un ordre de peixos teleostis del superordre dels acantopterigis. Inclou petits peixos abissals. Aquest ordre no ha estat pas reconegut per ITIS que el considera com la superfamília, Cetomimoidea de l'ordre dels Stephanoberyciformes.

## Taxonomia
Segons FishBase els Cetomimiformes estan dividits en les següents famílies:
- Barbourisiidae
- Cetomimidae
- Megalomycteridae
- Mirapinnidae
- Rondeletiidae